# 汉阳 (武汉三镇)
汉阳，是指武汉人习惯按“武汉三镇”的说法称为汉阳的地区，大約是长江以北、汉江以南的市区部分，包括汉阳区、武汉经济技术开发区两个行政区划，有时还包括蔡甸区（原称汉阳县，武汉市的郊区）。
「汉阳」的名字起源是根据中国地名的阴阳來看，应该是「汉水之北」，不过明朝成化年间汉水下游改道，因此汉阳地区变成汉水之南，按理应改口称之为「汉阴」，不过因为汉阳这个地名早就深入民心，改不了口，所以就一直称之为汉阳。